# Austrolimnophila (Austrolimnophila) praepostera
Austrolimnophila (Austrolimnophila) praepostera is een tweevleugelige uit de familie steltmuggen (Limoniidae). De soort komt voor in het Afrotropisch gebied.